# Giovanni Fallani
Giovanni Fallani (Roma, 15 de noviembre de 1910-Roma, 23 de julio de 1985) fue un arzobispo católico, teólogo, escritor y humanista italiano.

## Biografía
Giovanni Fallani nació en Roma en 1910, hijo de Achille y Elvira Mazza.
El 8 de diciembre de 1933 fue ordenado sacerdote. Se graduó en Teología en la Universidad del Pontificio Seminario Romano y en Literatura en 1937 en la Universidad de Nápoles Federico II con Giuseppe Toffanin, considerado uno de los más grandes estudiosos del Humanismo.
En 1947, después de haber enseñado en Roma, Literatura italiana e Historia del arte en el liceo del Seminario, fue nombrado secretario de la Pontificia Comisión Central de Arte Sacro en Italia, de la que será presidente a partir de 1956. Al mismo tiempo fue llamado a la cátedra de Teología dantesca en la Pontificia Universidad Lateranense. La figura de Dante estará siempre entre sus estudios predilectos con una producción bastante amplia gracias a los muchos años de "Lectura Dantis" celebrada en la Fundación Besso de Roma, a la enseñanza universitaria de entonces, realizada en la Universidad para extranjeros de Perugia y en el Instituto de Filología Romana de Viena y en la presidencia de la "Casa de Dante".
Dirigió la revista Fe y Arte de la Pontificia Comisión de Arte Sacro (1953-1967). Como presidente de la Comisión Permanente para la protección de los monumentos históricos y artísticos de la Santa Sede (1963)  desarrolló su gran capacidad de mediador entre los dos muros existentes en la época entre la cultura católica por un lado y el mundo secular por el otro; entre la Iglesia y los artistas contemporáneos. A principios de los años ochenta realizó visitas casi diarias a estudios de diversos artistas. 
El 4 de junio de 1964, el Papa Pablo VI lo nombró obispo titular de Partenia. Recibió la ordenación episcopal el 28 del mismo mes en la Basílica de San Pedro en el Vaticano de manos del mismo pontífice, co-consagrándose los arzobispos Diego Venini, limosnero de Su Santidad, y Ettore Cunial, vicerregente de la diócesis de Roma. Participó en la tercera y cuarta sesiones del Concilio Vaticano II. En 1969 escribió Arte sacro después del Vaticano II y en 1974 Protección y conservación del patrimonio histórico y artístico de la Iglesia en Italia. En 1977 publicó Quién es Jesús: preguntas de Umberto Saba, la correspondencia con el poeta de Trieste sobre la fe y el sentido de la vida y la muerte.
En 1981 presidió la comisión de las celebraciones del centenario de Bernini y al año siguiente las de Rafael. 
El 9 de agosto de 1982, el Papa Juan Pablo II lo elevó a la dignidad arzobispal. Poco después encabezará la delegación de la Santa Sede ante el Consejo de Europa.
En 1985 creó la exposición "Dante en el Vaticano" en San Pedro.
Murió en el Policlínico Agostino Gemelli de Roma la noche del 23 de julio de 1985. En el telegrama de condolencia enviado a la familia, el Papa lo describió como un "servidor bueno y fiel".

## Obras
Entre sus obras destacan: una monografía sobre el Beato Angelico (1947) y una antología sobre veinte escritores del Novecientos (luego ampliada a Escritores de ayer y de hoy en la que textos de autores contemporáneos están flanqueados por pinturas del Novecientos); una monografía sobre Antonio Canova y su secretario, el abad de Forlì Melchiorre Missirini (1949); Dante poeta y teólogo (1965); La antología Literatura religiosa en Italia con textos inéditos de predicadores de los siglos XIII y XIV (1963). Más tarde (años ochenta) recordará su experiencia visitando casi a diario los estudios de los artistas en un par de libros autobiográficos: ¿Hará Manzù la puerta de San Pietro? y Parnaso redescubierto.

## Premios y distinciones
Orden del Mérito de la República Federal de Alemania - "Gran Croce al merito dell'Ordine al merito di Germania" (1956).
 Gran Oficial de la Orden del Mérito de la República Italiana - Grande Ufficiale dell'Ordine al merito della Repubblica Italiana (1963).
 Medalla al mérito de la Cultura y el Arte - "Medaglia d'oro ai benemeriti della cultura e dell'arte" (1970).